# Eurazeo
Eurazeo è una società di investimento francese nata nell'aprile 2001 dalla fusione tra Azeo ed Eufrance. La società gestisce circa 35 miliardi di euro di asset investiti in un portafoglio di oltre 600 società.
Il gruppo Eurazeo ha riorganizzato la propria attività in 5 divisioni e 3 attività di investimento.